# بدائع البادية (موقع أثري)
بدائع البادية؛ هو موقع أثري يقع في الجنوب الغربي من مدينة حائل، المملكة العربية السعودية.

## الآثار
يضم موقع بدائع البادية ثمانية مذيلات حجرية منتشرة في الأرض المنبسط وعلى المرتفعات البركانية المحيطة بها بأشكال وأحجام مختلفة. 